# Žale
Žale (slovenska Centralno pokopališče Žale) är Ljubljanas och Sloveniens största begravningsplats. Den är belägen i distriktet Bežigrad i norra delen av Ljubljana. Bland de gravlagda på Žale återfinns Ivan Cankar, Dragotin Kette, Jože Plečnik och Oton Župančič.